# Holden HR
De Holden HR was de tiende serie van het Australische automerk Holden. Na de mislukte Holden HD-serie werd de HR voortijdig gelanceerd. De serie betekende opnieuw een succes voor Holden, met weer meer dan 250.000 geproduceerde exemplaren.

## Geschiedenis
De HR was in feite een facelift van de HD. Daar waar de HD volledig in Australië was ontworpen werd de facelift nu door General Motors in de Verenigde Staten gedaan. Bedoeling was om de weinig gesmaakte stijl van de HD ter veranderen in één die aantrekkelijk zou zijn voor de Australische koper. Daarvoor werden zowat alle koetswerkpanelen gewijzigd. De voorzijde werd scherper en er kwamen verticale achterlichtblokken.
Net als de HD kreeg ook de HR de optionele 3-liter X2-motor. Vanaf juni 1967 was er ook een optionele S-versie van beschikbaar. Eerder in mei dat jaar was ook een manuele vierversnellingsbak van Opel-origine geïntroduceerd.

## Modellen
- Apr 1966: (HR 215) Holden Standard Sedan
- Apr 1966: (HR 225) Holden Special Sedan
- Apr 1966: (HR 235) Holden Premier Sedan
- Apr 1966: (HR 219) Holden Standard Station Sedan
- Apr 1966: (HR 229) Holden Special Station Sedan
- Apr 1966: (HR 239) Holden Premier Station Sedan
- Apr 1966: (HR 2106) Holden Utility
- Apr 1966: (HR 2104) Holden Panel Van